# Корякин, Николай Дорофеевич
Никола́й Дорофе́евич Коря́кин (16 июля 1922, Паломохино, Северо-Двинская губерния — 22 сентября 1972, Паломохино, Кировская область) — старший радиотелеграфист 110-й гвардейской роты связи (79-я гвардейская стрелковая дивизия, 8-я гвардейская армия, 1-й Белорусский фронт), гвардии старший сержант. Полный кавалер ордена Славы.

## Биография
Николай Дорофеевич Корякин родился в крестьянской семье в деревне Мало-Паломохинская (ныне — село Паломохино Мурашинского района Кировской области). В 1934 году окончил 7 классов школы, работал бухгалтером Лузянского маслозавода.
В октябре 1941 года Мурашинским райвоенкоматом был призван в ряды Красной армии. С апреля 1942 года на фронтах Великой Отечественной войны. Воевал на Сталинградском и Юго-Западном фронтах.
20 августа 1943 года приказом по 79-й гвардейской стрелковой дивизии он был награждён медалью «За оборону Сталинграда».
В период наступательных боёв на Юго-Западном фронте 3 августа 1943 года вышла из строя рация на НП дивизии. Гвардии красноармеец Корякин получив приказ прибыть на НП, под сильным артиллерийским огнём прибыл в штаб и обеспечил бесперебойную связь командира дивизии с наступающими полками. 4 августа 1943 года, ввиду недостаточного количества раций в нескольких сетях он обеспечил бесперебойную связь командира дивизии с тремя подразделениями, быстро переходя из одной сети в другую. За время его работы он не допустил перебоев со связью. Был представлен к медали «За отвагу». Приказом по 79-й гвардейской стрелковой дивизии от 6 октября 1943 года он был награждён медалью «За боевые заслуги».
В боях за город Запорожье 10—14 октября 1943 года гвардии красноармеец Корякин обеспечил связь командира разведроты с командиром полка. В районе села Голубиновка шёл в составе передового штурмового отряда с рацией за плечами, бросал гранаты в бегущего противника. В ходе боя неоднократно связывался с командиром полка, передавая сообщения о ходе боя и принимая приказания командиру роты. Неоднократно осколками снарядов перерубало антенну и он вылезал на крышу под огонь противника и восстанавливал её. Когда противник с 3-х сторон окружил дом и перешёл в контратаку, Корякин, будучи контужен, вынес рацию на себе. Приказом по 79-й гвардейской стрелковой дивизии от 24 ноября 1943 года он был награждён орденом Славы 3-й степени.
В ходе Березнеговато-Снигирёвской наступательной операции 19—21 марта 1944 года, находясь в разведке в районе села Ковалёвка Николаевской области на правом берегу реки Южный Буг гвардии сержант Корякин под сильным огнём противника держал устойчивую связь командира роты с командиром дивизии. Когда прямым попадание снаряда рация была разбита, а Корякин был ранен, он встал в боевые порядки пехоты. В течение двух суток в условиях непрерывного боя он уничтожил 6 солдат противника. За мужество и героизм в бою за Ковалёвку и за обеспечение командира роты беспрерывной связью приказом по 79 гвардейской дивизии от 28 марта 1944 года он был награждён орденом Красной Звезды.
Гвардии сержант Корякин в конце августа 1944 года одним из первых переправился через реку Висла в районе города Магнушев в условиях сильного авиационного налёта, сохранил материальную часть и, прибыв на НП дивизии, обеспечил командованию бесперебойную связь со своими частями и с соседними дивизиями. При отражении контратак противника уничтожил 10 солдат. Приказом по 8-й гвардейской армии от 3 сентября 1944 года он был награждён орденом Славы 2-й степени.
В апреле 1945 года, в ходе боёв за Берлин, гвардии старший сержант Корякин был тяжело ранен, но поля боя не покинул, продолжая выполнять боевую задачу. Указом Президиума Верховного Совета СССР от 15 мая 1946 года гвардии старший сержант Корякин был награждён орденом Славы 1-й степени.
В июне 1945 года Корякин был демобилизован, вернулся на родину. Работал монтёром в Паломохинском радиоузле.
Скончался Николай Дорофеевич Корякин 22 сентября 1972 года.